# Malcoha cresta-roig
El malcoha cresta-roig o malcoa de cresta roja (Dasylophus superciliosus) és una espècie d'ocell de la família dels cucúlids (Cuculidae) que habita la selva humida de les Filipines septentrionals.